# Brod (Gora)
Brod (serbiska: Брод) är en ort i Kosovo. Den ligger i den södra delen av landet, 80 km söder om huvudstaden Priština. Brod ligger 1 384 meter över havet och antalet invånare är 1 544.
Terrängen runt Brod är kuperad åt sydväst, men åt nordost är den bergig. Runt Brod är det ganska tätbefolkat, med 207 invånare per kvadratkilometer. Närmaste större samhälle är Dragash, 5,8 km nordväst om Brod. Omgivningarna runt Brod är en mosaik av jordbruksmark och naturlig växtlighet.